# فرانکو دیوجنه
فرانکو دیوجنه (ایتالیایی: Franco Diogene؛ ‏ ۲۰ اکتبر ۱۹۴۷ – ۲۷ مهٔ ۲۰۰۵) بازیگر اهل ایتالیا بود.
از فیلم‌هایی که وی در آن نقش داشته‌است، می‌توان به اینترزون، عادت بد، سوپرسکسی‌مارکت، همان دریا، همان ساحل، دختر دبیرستانی، شهر زنان، قطار سریع‌السیر نیمه‌شب، آبی بیکران، ترزای دزد، دنیای دن کامیلو، نام گل سرخ، بهیار، راه حل سوم، یک پلیس زن در جوخه هرزه‌ها، برهنه برای قاتل، راننده تاکسی، شنبه، یکشنبه و جمعه، خانم معلم و همه کلاس در ساحل و سکس با لبخند اشاره کرد.